# Meez
Il sito internet Meez, nel logo scritto meez, è una comunità virtuale, basata sugli avatar.
L'utente crea il proprio avatar tridimensionale tramite il servizio MeezMaker. Nella creazione dell'avatar certi elementi sono gratuiti, mentre certi sono a pagamento e vanno acquistati con la moneta virtuale "Coinz".
Esiste anche una versione a pagamento del mondo virtuale chiamata Meez VIP.
Gli avatar tridimensionali creati con il servizio MeezMaker possono essere utilizzati anche esternamente il sito Meez, esportandoli come immagine tramite la funzione Export. Comunque, ogni utente non può salvare più di un avatar.

## Storia
Meez nasce nel 2006 come semplice servizio per la creazione di avatar tridimensionali.
Nel 2008 meez diventa un servizio di comunità virtuale, con il lancio del mondo virtuale MeezNation.